# Кузнецово (Щучанский район)
Кузнецо́во — деревня в Чумлякском сельсовете Щучанского района Курганской области.

## География
Расположена в 20 километрах к северо-западу от районного центра города Щучье у реки Миасс.

## История
До 1917 года входила в состав Чумлякской волости Челябинского уезда Оренбургской губернии.
По данным на 1926 год состояла из 122 хозяйств, а в административном отношении входила в состав Чумлякского сельсовета Щучанского района Челябинского округа Уральской области.

## Население
| 1989 | 2002 | 2010 |
| ---- | ---- | ---- |
| 126  | ↘80  | ↘51  |

По данным переписи 1926 года в деревне проживало 608 человек (286 мужчин и 322 женщины), в том числе: русские составляли 100 % населения.
По переписи 2010 года в деревне проживал 51 человек — 19 мужчин и 32 женщины.